# Рутхолл, Томас
Томас Рутхолл (англ. Thomas Ruthall; ум. 4 февраля 1523) — английский церковный деятель и дипломат, государственный секретарь Англии (1499—1523) и лорд-хранитель Малой печати (1516—1523), епископ Дарема (1509—1523), один из советников короля Генриха VIII

## Биография

### Ранняя жизнь
Томас Рутхолл родился в Сайренсестере и учился в Оксфордском университете. Он был рукоположён в сан дьякона 10 апреля 1490 года в Вустере, поступил на службу к королю Генриху VII и получил ученую степень доктора богословия в Кембридже в 1500 году. В июне 1499 года, будучи протонотарием, он отправился с посольством к Людовику XII Французскому и по возвращении был назначен на должность государственного секретаря Англии.

### Карьера
В 1495 году Томас стал приходским священником в Бокинге (Эссекс) в 1502 году он стал пребендарием Уэллса, а в 1503 году — архидеканом Глостера, деканом Солсбери и канцлером Кембриджа. В 1505 году он был назначен пребендарием Линкольна; к тому времени Генрих VII, уже сделавший его тайным советником, собирался назначить Томаса епископом Дарема в 1509 году, но однако умер до того как Рутхолл был рукоположён. Его преемник, Генрих VIII, подтвердил назначение Томаса в должность епископа в том же году и оставил его в должности государственного секретаря. Рутхолл был членом совета, сопровождавшего Генриха VIII в Тауэр в начале его правления после смерти Генриха VII. В 1510 году вместе с Ричардом Фоксом и Томасом Говардом, графом Сурреем, Рутхолл помог заключить мир с Францией и впоследствии совершил туда несколько дипломатических визитов.
В 1513 году он отправился во Францию с королем и сотней людей, но был отправлен обратно в Англию после угрозы объявления войны от короля Шотландии Якова IV. В ходе подготовки к обороне против шотландских войск в Итальянских войнах Рутхолл укреплял замок Норем и писал архиепископу Йоркскому Томасу Уолси после битвы при Флоддене (1513). В 1514 он присутствовал на свадьбе французского короля Людовика XII и королевы Марии, а в 1516 году был назначен лордом-хранителем Малой печати.
В 1518 году он присутствовал при назначении Томаса Уолси папским легатом и был одним из уполномоченных при помолвке принцессы Марии с Франциском III, герцогом Бретани. В 1520 году он участвовал в дипломатических переговорах между Англией и Францией на Поле золотой парчи, а в 1521 году совершил дпломатический визит во французский Кале вместе с Уолси, который к тому моменту стал лорд-канцлером.
Томас Рутхолл умер 4 февраля 1523 года в Дарем-Плейсе в Лондоне. Он был похоронен в часовне св. Иоанна при Вестминстерском аббатстве.